# Parandra solomonensis
Parandra solomonensis là một loài bọ cánh cứng trong họ Cerambycidae.